# The Key Is the Key
The Key Is the Key è l'album di debutto della cantante finlandese Ronya, pubblicato il 13 giugno 2012 su etichetta discografica Warner Music Finland.

## Tracce
1. Intro – 0:27
2. Secret Sidekick – 3:40
3. Needy Boy – 4:00
4. Annoying – 3:38
5. Inspector Gadget – 3:40
6. Hyperventilating – 3:44
7. LoFi – 3:58
8. Sleepwalker – 3:42
9. Major to Minor – 3:44
10. Ballad of Nutcase – 3:44
11. Ode to Dr. Triloqvist – 0:56
12. Anjor – 3:31
13. Shapeshifter – 3:45
14. Outro – 0:24

## Classifiche
| Classifica (2012) | Posizione massima |
| ----------------- | ----------------- |
| Finlandia         | 25                |